# Алешандре Гімарайнс
Алешандре Енріке Боржес Гімарайнс (порт.-браз. Alexandre Henrique Borges Guimarães; 7 листопада 1959, Масейо, Алагоас, Бразилія) — костариканський футболіст і тренер, з ім'ям якого пов'язані успіхи збірної Коста-Рики у 2000-ні роки. Етнічний бразилець очолив збірну перед вирішальними матчами азійського мундіалю і виконав своє завдання, вдруге в історії вивівши «Тікос» у фінальну стадію змагань, тобто на чемпіонат світу 2002 року. Через чотири роки Гімарайнс повторив свій успіх, вже вивівши збірну у фінальну стадію чемпіонату світу 2006 року, ставши справжнім національним героєм у своїй країні.

## Дитинство
Народився у Бразилії. 1971 року переїхав у Коста-Рику разом з батьками — його батько був лікарем, і працював у панамериканській організації по боротьбі з малярією. Любов до футбольного м'яча у бразильця була в крові, тому він став грати у футбол.

## Клубна кар'єра
Першою його командою була «Дурпанель Сан Блас» у другому дивізіоні в 1979 році, потім він перейшов в «Мунісіпаль Пунтаренас», де він відіграв два сезони.
З 1982 по 1991 роки він виступав за «Сапріссу», провідний клуб країни, де Гімарайнс тричі ставав чемпіоном країни.
У 1992 році Гімарайнс відіграв останній сезон у клубі «Турр'яльба», після чого закінчив кар'єру з 95 голами в 377 іграх чемпіонату Коста-Рики.

## Кар'єра в збірній
У 1984 році Алешандре прийняв костариканське громадянство, що дозволило Гімарайнсу потрапити в збірну. Проте за шість років він провів лише 16 матчів у її формі. Три з них — на чемпіонаті світу 1990 року, але нічим не запам'ятався, оскільки виходив на заміну в кінцівках.

## Тренерська кар'єра
Став працювати тренером, спершу в нижчих лігах, потім у молодіжній збірній і другим тренером в «Сапріссі». Після цього потрапив в обойму провідних тренерів країни — працював в «Белені», «Ередіано», «Сапріссі» і гватемальскому клубі «Комунікасьйонес». За три сезони в «Сапріссі» він двічі робив команду чемпіоном, ще одного разу — переможцем центроамериканської Ліги чемпіонів.
Зробивши «Сапріссу» чемпіоном країни 2000 року, Гімарайнс пішов у збірну, де спочатку працював помічником свого колишнього співвітчизника Жилсона Нуньєса. Але той довго не міг знайти контакт з гравцями, і це вилилося в те, що костариканцям довелося проводити додатковий матч за право виходу у фінальну частину відбіркового турніру з Гватемалою. Саме цей матч став дебютом для Гімарайнса у збірній. Природно, ні в кого не виникло ідеї його звільнити — завдання виходу на чемпіонат світу 2002 року він вирішив в прекрасному стилі.
У наступному відбірковому циклі Гімарайнс знову зробив свою роботу на «відмінно», знову повернувшись на звичний пост в самий останній момент. При ньому Коста-Рика не без зусиль, але потрапила у фінальну частину чемпіонату світу. Однак на другий раз збірна не змогла вийти з групи, програвши всі 3 зустрічі. Хоча, звичайно, сторони підписали контракт до 2010 року, Гімарайнс був звільнений з посади тренера збірної.
7 листопада 2006 року на своєму 47-му році Гімарайнс був обраний головним тренером збірної Панами. А у квітні 2009 року він переїхав в Близький Схід і тренував еміратські клуби «Аль-Васл» та «Аль-Дхафра».
1 червня 2012 року очолив клуб китайської Суперліги «Тяньцзинь Теда», де пропрацював наступні два сезони.
19 квітня 2016 року став тренером клубу індійської Суперліги «Мумбаї Сіті», в якому пропрацював до серпня 2018.

## Особисте життя
У вільний час Алешандре любить почитати книжки, пограти в теніс або баскетбол. Іноді сам пише спортивні розповіді. Неохоче спілкується з пресою і не любить говорити про особисте життя. Тим не менш, популярність Гімарайнса в Коста-Риці є високою. Його люблять і поважають, адже цей фахівець двічі в критичній ситуації приходив в команду і двічі виводив її у фінальну стадію чемпіонату світу.
Син Алешандре, Селсо Борхес, також футболіст, і є гравцем збірної Коста-Рики.

## Титули і досягнення
- Срібний призер Золотого кубка КОНКАКАФ: 2002